# Râul Băluș
Râul Băluș este un afluent al râului Șercaia. 

## Hidronimie
Băluș (nume format din cuvântul românesc băl „alb” < slav. bel „alb” + sufix -uș). După ploi torențiale, apa pârâului este albicioasă din cauza aluviunilor argiloase. 

## Hărți
- Harta județul Brașov
- Harta munții Perșani  Arhivat în 13 iunie 2008, la Wayback Machine.